# Hawisa Normandzka
Hawisa Normandzka (ur. około 977, zm. 21 lutego 1034 w Rennes)  – hrabina Rennes, księżna i regentka Bretanii w latach 1008–1026.